# Halvard Lange
Halvard Manthey Lange (ur. 16 września 1902 w Christianii (obecnie Oslo), zm. 19 maja 1970 w Oslo) – norweski polityk i historyk.

## Życiorys
Był synem polityka Christiana Lousa Langego, w związku z pracą ojca większość dzieciństwa spędził za granicą, w Brukseli i Genewie, podczas podróży służbowych ojca towarzyszył mu jako osobisty sekretarz. Studiował filologię na uniwersytecie w Christianii (Oslo), przerywane pobytami studyjnymi w Genewie i Londynie; ukończył je w 1929. Pod wpływem Brytyjskiej Niezależnej Partii Pracy wstąpił do Norweskiej Socjaldemokratycznej Ligi Norwegii, a w 1927 do Norweskiej Partii Pracy, w której od 1933 zasiadał we władzach centralnych przez 36 lat. Od 1931 do 1936 był miejskim radnym Oslo, przez kilka lat wykładał na uniwersytecie. Był pacyfistą, jednak pod wpływem zagrożenia ze strony III Rzeszy opowiedział się za zwiększeniem wydatków na obronność, a podczas niemieckiej okupacji Norwegii zaangażował się w cywilny ruch oporu. Został aresztowany przez władze okupacyjne i na ponad dwa lata osadzony w obozie Sachsenhausen. Po wojnie, w 1946 zastąpił Trygve Lie na stanowisku ministra spraw zagranicznych, funkcję tę pełnił do 1965. Był zdecydowanym zwolennikiem dołączenia Norwegii do NATO i prowadzenia aktywnej polityki zagranicznej przez Norwegię, a jednocześnie za zachowywaniem dystansu wobec państw dyktatorskich. Mimo to Norwegia nawiązała dobre stosunki z krajami rządzonymi przez komunistów, m.in. Jugosławią i Polską. Był autorem i redaktorem wielu prac, m.in. na temat historii Partii Pracy (Arbeiderpartiets historie 1887–1905, 1937) oraz problemów relacji Norwegii z nazizmem i faszyzmem (m.in. Nazi og Norge z 1934 i Fascisme – ute og hjemme z 1936).